# Список дипломатических миссий Доминики
Список дипломатических миссий Доминики — восточнокарибское островное государство Доминика обладает весьма ограниченным количеством дипломатических представительств за рубежом. В странах-членах Британского содружества у Доминики, также входящей в эту организацию, посольства возглавляют «высшие комиссары» в ранге послов.

## Европа
- Бельгия, Брюссель (посольство)
- Великобритания, Лондон (высший комиссариат)
- Греция, Афины (консульство)[1]

## Америка
- Канада, Оттава (высший комиссариат)
- США, Вашингтон (посольство)
  - Нью-Йорк (консульство)
- Франция, Гваделупа, Бас-Тер, (консульство)

## Азия
- Китай, Пекин (посольство)

#### Международные организации
- - Брюссель (миссия при ЕС)
  - Нью-Йорк (постоянная миссия при ООН)
  - Вашингтон (постоянная миссия при ОАГ)